# Powiat Adony
Powiat Adony (węg. Adonyi kistérség ) – jeden z dziesięciu powiatów komitatu Fejér na Węgrzech. Siedzibą władz jest miasto Adony.

## Miejscowości powiatu Adony
- Adony
- Beloiannisz
- Besnyő
- Iváncsa
- Kulcs
- Perkáta
- Pusztaszabolcs
- Szabadegyháza